# Малоазиатское нагорье
Малоазиа́тское наго́рье — нагорье, занимающее большую часть полуострова Малая Азия. Кайнозойские складчатые сооружения области продолжают собой сооружения Балканского полуострова.
Формирование современного рельефа происходило в неогене и первой половине третичного периода, когда область вместе с соседними территориями Европы и прилегающими частями современного Средиземноморья подверглась поднятиям, опусканиям и раздроблению. В это время Малая Азия отделилась от Балканского полуострова, образовались Мраморное и Эгейское моря, Дарданеллы и Босфор и расчленилась береговая полоса. С линиями разломов связано проявление процессов вулканизма (особенно на востоке Малоазиатского нагорья). В западной части области наблюдается сильная сейсмичность.
Во внутренней части нагорья находится Анатолийское плоскогорье, которое окаймляют Понтийские горы (на севере) и Тавр (по-армянски Тородос) на юге.
Понтийские горы почти везде круто обрываются к побережью Чёрного моря, оставляя лишь в некоторых местах небольшие участки прибрежных низменностей. Имеющиеся там немногочисленные заливы неглубоко врезаются в сушу и окаймляются крутыми склонами продольных горных хребтов. Наиболее крупные заливы северного побережья — Синопский и Самсунский.
Горы Тавр также образуют малорасчленённый берег, но в нескольких местах отступают от побережья, оставляя место для обширных низменностей, окаймляющих широкие заливы Мерсинский и Искендерон, которые обособляют на южном побережье Ликийский и Киликийский полуострова.
Климатические условия не благоприятствуют развитию густой речной сети. Реки маловодны и имеют неравномерный режим. Самые крупные реки, направляющиеся в Чёрное и Средиземное моря, а также реки бассейна Тигра и Евфрата стекают с восточных хребтов области. Самая длинная река — Кызыл-Ирмак — достигает 950 км и впадает в Чёрное море, образуя заболоченную дельту. Не имея судоходного значения, реки играют большую роль как источники орошения и водоснабжения. На некоторых устроены плотины и водохранилища.
Озёрные котловины имеют тектоническое и карстовое происхождение. Почти все они лишены стока и сильно засолены. Самое крупное озеро Туз расположено в средней части Анатолийского плоскогорья и окружено полосой заболоченной низменности.
Во многих районах, сложенных с поверхности известняками, практически отсутствуют поверхностные воды, и население страдает от недостатка воды. Почти совершенно безводны южные полуострова и некоторые районы Анатолийского плоскогорья.
Леса занимают небольшие площади. Это, с одной стороны, следствие природных условий, а с другой — результат длительного истребления лесов.
На востоке Малоазиатское нагорье без резких границ переходит в Армянское нагорье, на западе — в горные хребты западной части полуострова Малая Азия, ведущие к Эгейскому морю. Хребты подходят к побережью перпендикулярно, вследствие чего береговая линия сильно расчленена. Здесь имеются удобные и глубокие бухты. Здесь расположен важный порт азиатской Турции — Измир.